# Université Yong In
L'université Yong In (hangul : 용인대학교; anglais : Yong In University) a été fondée en 1953. Elle est située à Yongin, Gyeonggi-do et est fortement orientée sur le sport. 

## Campus

### Histoire
L'université Yong In a été fondée en 1953 sous le nom d'école de judo de Corée. Ce n'est qu'en 1993 qu'elle change son nom en université Yong In. Elle est l'une des premières institutions d'arts martiaux dans le monde. 

## Étudiants célèbres
- Yang Dong-geun (acteur)
- Won Bin (acteur)
- Baek Jin-hee (actrice)
- Kim Sa Rang (actrice)
- Hyun Young (actrice)
- Garie (chanteur)
- Jee-Young Lee (golfeuse)
- Meena Lee (golfeuse)
- Lee Chang-Yong (joueur de football)
- Kim Dong-Hyun (champion de MMA)

## Quelques directeurs et professeurs
- Lee Jang-Kwan (joueur de football, entraîneur)
- Byun Byung-joo (joueur de football)
- Min Kyung-Ok (poète)
- Cho In-Chul (judoka)
- Kim Mi-jung (judoka)
- Chung Hoon (judoka)